# Lydie Bonfils

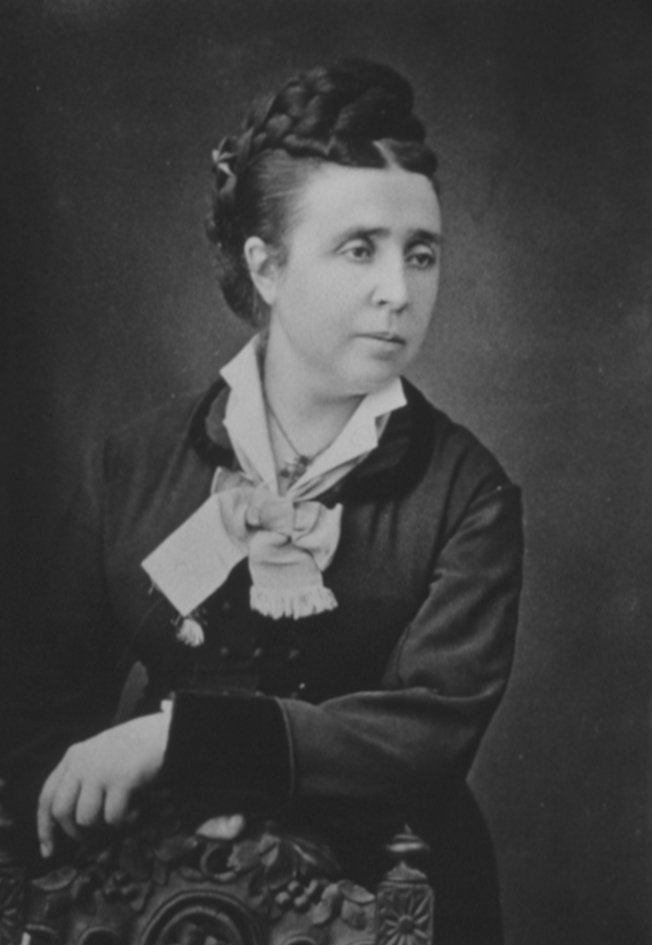
Lydie Bonfils, Selbstporträt

Marie Lydie Cabanis Bonfils (* 21. März 1837 in Crespain; † 1918 in Kairo) war eine französische Fotografin, Malerin und Unternehmerin, die im Nahen Osten arbeitete. Sie betrieb mit ihrem Mann Félix Bonfils das Fotostudio Maison Bonfils in Beirut. Dieses bestand 40 Jahre und hatte Niederlassungen in Kairo, Alexandria, Baalbek und Jerusalem.

## Leben und Wirken
Lydie und ihr Mann hatten zwei Kinder namens Félicité-Sophie und Paul Félix Adrien. Als ihr Sohn an Keuchhusten erkrankte, mussten sie aus Frankreich nach Beirut auswandern. Dort eröffneten sie ihr Fotostudio.
Dadurch, dass Lydie Bonfils aus einer Fotografenfamilie stammte, konnte sie mit Félix Bonfils zusammenarbeiten. Man nimmt an, dass sie sich auf Personenporträts vor allem von Frauen spezialisierte. Nach dem Tod ihres Mannes übernahm ihr Sohn Adrien das Geschäft und wurde Lydie Bonfils 1916 nach Kairo evakuiert.
Einige Fotografinnen wie Lydie mussten ihre Ateliers unter den Namen des Ehemanns betreiben, weshalb das Maison Bonfils auch F. Bonfils et Cie. hieß. Das bedeutet, dass die Arbeit von manchen Fotografinnen als Pseudonym aufgeführt wurde, weil sie in bestimmten Branchen nicht arbeiten durften.

## Schriften des „Maison Bonfils“
- Architecture Antique. Égypte, Grèce, Asie Mineure. Album de photographies, Paris 1872.
- Souvenirs d’Orient. 5 volumes, Arles 1877–1878.
- Souvenirs de Jérusalem, Leipzig 1880.

## Bildauswahl des „Maison Bonfils“

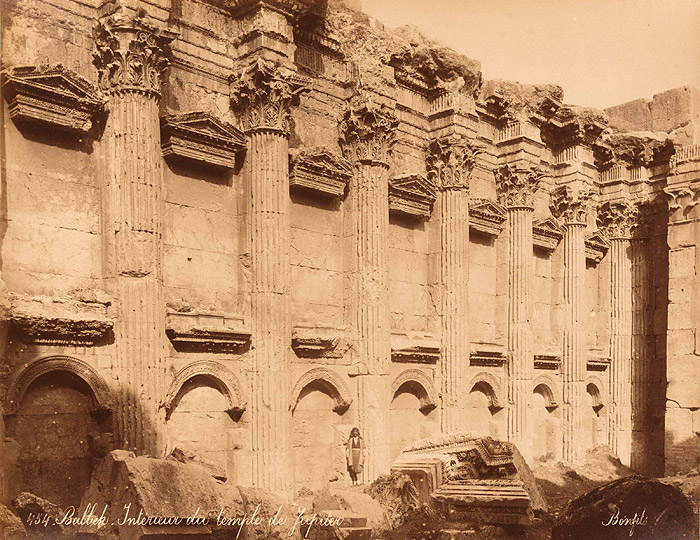
Maison Bonfils: Jupitertempel in Baalbek
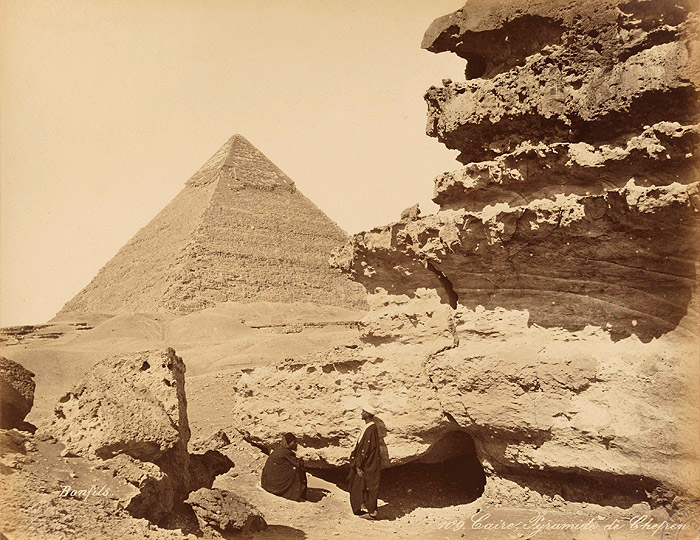
Maison Bonfils: Chephren-Pyramide in Gizeh
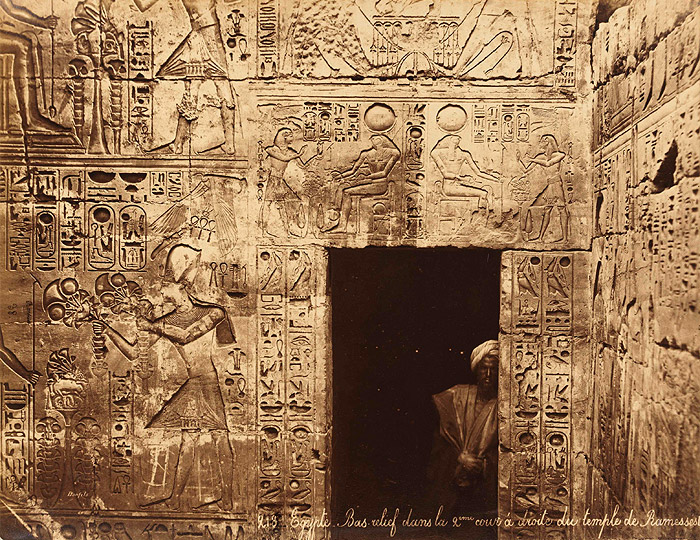
Maison Bonfils: Amontempel in Karnak
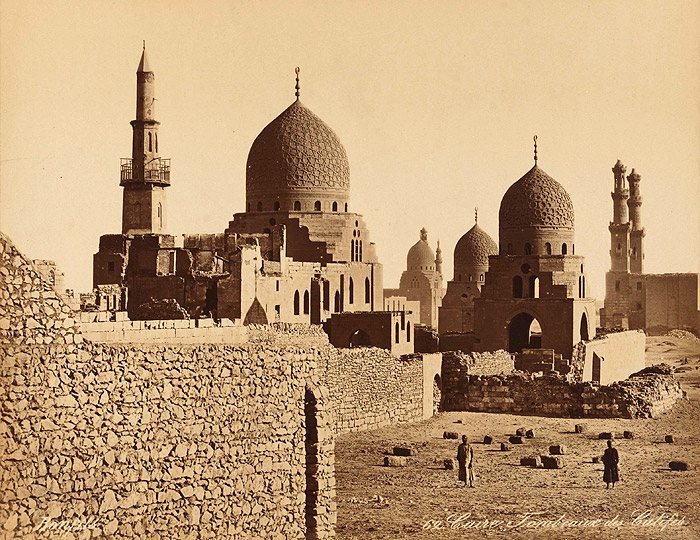
Maison Bonfils: Kalifengräber in Kairo